# Dance/Electronic Albums
Dance/Electronic Albums (trước đây được gọi là "Top Electronic Albums") là một bảng xếp hạng âm nhạc Billboard của Hoa Kỳ thuộc thể loại nhạc nhảy/điện tử và được chính thức công bố lần đầu tiên vào ngày 30 tháng 6 năm 2001. Ban đầu bảng xếp hạng này chỉ có 15 vị trí, và sau đó được mở rộng đến 25 vị trí.
Vị trí quán quân đầu tiên thuộc về bản nhạc soundtrack của bộ phim "Lara Croft: Tomb Raider". Nghệ sĩ nắm giữ vị trí đầu bảng nhiều nhất là Lady Gaga với album phòng thu nhạc điện tử đầu tay: The Fame. Album này đến nay đã đứng nhất bảng xếp hạng "Dance/Electronic Albums" (không liên tục) trong 72 tuần. Hiện tại album đang nắm giữ vị trí số một là Chromatica của ca sĩ Lady Gaga

## Liên kết
- Current Dance/Electronic Albums — top fifteen positions